# Gelis alogus
Gelis alogus là một loài tò vò trong họ Ichneumonidae.